# Arkansas and Missouri Railroad
Die Arkansas and Missouri Railroad ist eine nordamerikanische Class 2 Eisenbahngesellschaft mit Sitz in Springdale (Arkansas). Das Unternehmen hat einen Bestand von 25 Lokomotiven von ALCO.
Die Strecke führt von Monett (Missouri) nach Fort Smith (Arkansas) mit einer Zweigstrecke von Bentonville Junction nach Bentonville, (Arkansas) mit einer Gesamtlänge von 224 km.
Ehemals ein Teil der Central Division der St. Louis – San Francisco Railway, übernahmen am 1. September 1986 Investoren um J.A.Hanold die vorherige Sixth Subdivision der Springfield Division der Burlington Northern Railroad und gründeten die Arkansas and Missouri Railroad als eigenständige Gesellschaft.
Wichtigste Transportgüter sind Getreide, Papier, Sand, Kunststoffe, Schrott, Holz, Aluminium und Bauxit.